# Lago Fälensee
O Lago Fälensee é um lago localizado no maciço montanhoso de Alpstein, no cantão de Appenzell Innerrhoden, Suíça. Encontra-se a uma altitude de 1446 m e apresenta uma superfície de 0,12 km². Está localizado num vale estreito entre Hundsteingrat e Roslen-Saxer First.